# Mara Sattei
Mara Sattei, pseudonimo di Sara Mattei (Fiumicino, 28 aprile 1995), è una cantante italiana.

## Biografia

### Infanzia ed esordi
Nata nel 1995 a Fiumicino, comune della Città metropolitana di Roma Capitale, è la sorella maggiore del rapper e produttore discografico Thasup, al secolo Davide Mattei. Ha iniziato fin da subito a prendere lezioni di canto e pianoforte, sostenuta dalla madre cantante in un gruppo gospel.
Nel 2008 ha iniziato la sua carriera musicale caricando cover di canzoni famose attraverso il suo canale YouTube. Nel 2011 e nel 2012 ha tentato di partecipare alle audizioni di X Factor, senza però riuscire ad accedere alle selezioni.

### 2013-2019: partecipazione adAmici 13e Mara Sattei
Nel 2013 ha partecipato ai provini della tredicesima edizione del talent show musicale Amici di Maria De Filippi, accedendo poi alla fase iniziale. Nel marzo 2014 ha ottenuto l'accesso alla fase serale del programma, venendo eliminata nel corso della seconda puntata del 31 marzo. Nel luglio dello stesso anno è seguita la collaborazione con il rapper Surfa nel singolo Poli opposti e la pubblicazione di un EP di cover intitolato Frammenti: Acoustic Covers N.1. Nel gennaio 2015 è seguita la pubblicazione di un mixtape di cover intitolato Frammenti: Street Covers N.2, da cui è stato estratto il singolo Sola con te, in collaborazione con Daniele Vit.
Il 30 maggio 2016 ha pubblicato il singolo Non basterà, seguito dal singolo Mama Oh, uscito il 29 luglio 2017, entrambi prodotti dal fratello Thasup.
Dopo alcuni anni di inattività, in cui si è trasferita a Londra, dal 2019 ha ripreso a pubblicare musica con lo pseudonimo "Mara Sattei", ottenuto scambiando tra loro le iniziali del suo nome e del suo cognome.

### 2019-2022:Nuove registrazionieUniverso
Le sue prime pubblicazioni, intitolate Nuova registrazione 326 (certificato disco d'oro), Nuova registrazione 402 e Nuova registrazione 527, sono tutte prodotte dal fratello Thasup.
Nel 2020 ha preso parte al remix del singolo Dilemme, e alla collaborazione con Thasup (suo fratello) e Carl Brave Spigoli; i due brani hanno raggiunto rispettivamente le posizioni 3 e 1 nella classifica italiana, ricevendo rispettivamente uno e tre dischi di platino.
Il 9 aprile 2021 ha pubblicato il suo primo singolo da solista Scusa, prodotto ancora una volta dal fratello Thasup. Ha collaborato successivamente con Gazzelle in Tuttecose, raggiungendo la 16ª posizione in classifica e ottenendo altri due dischi di platino.
Il 14 gennaio 2022 ha pubblicato il suo primo album in studio Universo, dal quale sono stati estratti i singoli Ciò che non dici e Parentesi, quest'ultimo in collaborazione con Giorgia. L'album ha raggiunto la settima posizione nella classifica italiana, venendo poi promosso attraverso la tournée Universo tour 2022. Il 3 giugno 2022 è uscito il singolo La dolce vita, in cui ha collaborato con Fedez e Tananai; il brano ha raggiunto la vetta della classifica dei singoli più venduti in Italia, venendo poi certificato disco d'oro dopo tre settimane. Il 31 agosto ha vinto il Power Hits Estate 2022. Nell'ottobre seguente ha collaborato nel brano Vuoto dentro di Sick Luke e con il rapper Bresh.

### 2023-presente: Festival di Sanremo 2023 eCasa Gospel
Nel febbraio 2023 ha partecipato al 73º Festival di Sanremo con il brano Duemilaminuti scritto da Damiano David dei Måneskin, che ha raggiunto la diciannovesima posizione nella classifica finale. Il 10 febbraio, nella quarta serata dedicata alle cover, ha duettato con Noemi cantando il brano L'amour toujours (I'll Fly with You) di Gigi D'Agostino, classificatosi al diciannovesimo posto. Nel corso del festival è stata nominata vincitrice del Premio CoReCom per il proprio brano, il quale parla della violenza contro le donne. Nell'aprile dello stesso anno è stata annunciata la cessazione del contratto con l'etichetta Sony Music e l'entrata dell'artista nell'etichetta Island Records, con la quale ha pubblicato il singolo Tasche. Successivamente sono seguiti i brani Piango in discoteca, prodotto da Takagi & Ketra e Mare aperto.
Il 19 aprile 2024 ha pubblicato il singolo Tempo (All the Things She Said), un riadattamento del brano delle t.A.T.u. All the Things She Said. Il 14 giugno è uscito il singolo Solo guai. Il 25, il 26, il 28 e il 29 giugno ha aperto i concerti dei Coldplay nelle tappe italiane allo stadio San Siro a Milano del Music of the Spheres World Tour.
Il 18 ottobre 2024 è figurata tra le autrici del brano Niente di male di Giorgia, segnando la seconda collaborazione dopo il singolo Parentesi, anche se questa volta le due non hanno duettato canoramente.
Il 13 dicembre 2024 ha pubblicato un album in studio collaborativo insieme al fratello Thasup, Casa Gospel, realizzato dall'esigenza di raccontare la loro passione per la musica, che ha caratterizzato la loro vita sin dall'infanzia, ripercorrendo le proprie origini partendo dalla casa in cui sono cresciuti. Nello stesso giorno è stato reso disponibile il singolo Posto mio come primo singolo estratto dall'album. Successivamente l'album, dopo aver esordito alla seconda posizione della classifica FIMI Album, è stato certificato disco d'oro.

## Vita privata
Dal 2023 è legata sentimentalmente al chitarrista e produttore discografico barese Alessandro Donadei, da cui nel 2025, nel giorno del suo trentesimo compleanno, ha ricevuto la proposta di matrimonio.

## Discografia
- 2022 – Universo
- 2024 – Casa Gospel (con Thasup)

## Tournée

### Artista principale
- 2022 – Universo tour 2022
- 2023 – Mara Sattei Summer tour 2023

### Artista d'apertura
- 2023 – Music of the Spheres World Tour dei Coldplay (Europa)

## Programmi televisivi
- Amici di Maria De Filippi 13 (Canale 5, Real Time, 2013-2014) - concorrente

## Partecipazioni a manifestazioni canore
- Festival di Sanremo (Rai 1)
  - 2023 – 19º posto con Duemilaminuti

## Riconoscimenti
- Festival di Sanremo
  - 2023 – Premio CoReCom sulla violenza contro le donne per Duemilaminuti[81]
- RTL 102.5 Power Hits Estate
  - 2022 – Vincitrice assoluta e Premio FIMI per La dolce vita (con Fedez e Tananai)[55]